# جيم أوت
جيم أوت (بالإنجليزية: Jim Ott)‏ هو صحفي وسياسي أمريكي، ولد في 5 يونيو 1947 في ميلواكي في الولايات المتحدة. حزبياً، نشط في الحزب الجمهوري. وقد انتخب عضو جمعية ولاية ويسكونسن.

## وصلات خارجية
- الموقع الرسمي